# Festival de Cine Africano de Córdoba 2012
El Festival de Cine Africano de Córdoba celebró su novena edición desde el 13 hasta 20 de octubre de 2012. Tras ocho ediciones celebradas en Tarifa, el festival se realizó en el 2012 en Córdoba, situada en Andalucía, España. Una semana dedicada al cine de 28 países de África y el Medio Oriente.

## Secciones en competencia

### Le Rêve Africain
- 678, de Mohamed Diab (Egipto/Ruanda, 2011, 100’)
- Matière Grise, de Kivu Ruhorahoza (Ruanda, 2011, 100’)
- Skoonheid, de Olivier Hermanus (Sudáfrica, 2011, 99’)
- Sur la planche, de Leila Kilani (Marruecos, 2001, 110’)
- El Taaib, de Merzak Allouache (Argelia, 2012, 110’)
- Tey, de Alain Gomis (Senegal, 2011, 86’)
- Virgem Margarida, de Liciano Azevedo (Mozambique, 2012, 90’)

### De l'Autre Côté du Détroit
- «Bîr d’Eau», a Walkmovie, de Djamil Beloucif (Argelia, 2012, 77’)
- The education of Auma Obama, de Branwen Okpako (Kenia, 2011, 79’)
- Espoir-Voyage, de Michel K. Zongo (Burkina Faso, 2012, 81’)
- Gangster Project, de Teboho Edkins (Sudáfrica, 2011, 55’)
- Ici, on noie les Algériens, de Yasmina Adi (Argelia, 2011, 90’)
- Laïcité Inch’-Allah, de Nadia El Fani (Túnez, 2011, 72’)
- La Vierge, les Coptes et moi, de Namir Abdel Messeeh (Egipto, 2011, 85’)

### L’Afrique en Court
- As they say, de Hicham Ayouch (Marruecos, 2011, 14')
- Brûleurs, de Farid Bentoumi (Argelia, 2011, 15')
- Demain Alger?, de Amini Sidi-Boumediène (Argelia, 2011, 20')
- Kaa el bir, de Moez Ben Hassen (Túnez, 2011, 20')
- Mkhobii fi Kobba, de Leyla Bouzid (Túnez, 2011, 22')
- Sur la route du paradis, de Uda Benyamina (Marruecos, 2012, 43')
- Thato, de Teboho Edkins (Sudáfrica, 2011, 28')
- Yvette, de Marie Bassolé/Ferdinand Bassono (Burkina Faso, 2011, 21')
- Who killed me, a Amil Shivji (Tanzania, 2011, 15')

## Sections hors compétition

### Afroscope
- Amanar Tamasheq, de Lluís Escartín (España, 2010)
- Dimanche à Brazzaville, de Enric Bach / Adriá Monés (España 2011)
- Ensayo final para utopía, de Andrés Duque (España, 2012)
- L’Identité Nationale, de Valérie Osouf (Francia, 2012)
- Kinyarwanda, de Alrick Brown (Estados Unidos, 2010)
- Otra noche en la tierra, de David Muñoz (España, 2010)
- Los pasos dobles, de Isaki Lacuesta (España, 2011)
- Témoignages de l’autre côté, de Estrella Sendra (España, 2012)
- Tibayou Garmi, de Octavi Royo (España, 2010)
- Vol spécial, de Fernand Melgar (Suiza, 2011)

### L’Afrique en Rythme
- Africa: The beat, de Samaki Wanne (España, 2011)
- Mama África, de Mika Kaurismäki (Sudáfrica, 2011)
- El gusto, de Safinez Bousbia (Argelia, 2011)

### Panarabica
- Al-Hayat Al Yawmiyya Fi Qariya Suriyya, deOmar Amiralay (Siria, 1974)
- Recycle, de Mahmoud al Massad (Jordania/Países Bajos, 2007)
- Sector Zero, de Nadim Mishlawi (Emiratos Árabes Unidos/Líbano, 2011)
- Tufan Fi Balad Al-Baath, de Omar Amiralay (Siria/Francia 2003)
- Yamo, de Rami Nihawi (Líbano, 2011)

### Animafrique
- Tengers, de Michael J. Rix (Sudáfrica, 2007)
- El viaje de Saïd, deCoke Riobóo (España, 2006)
- Give me spray, de Abd El-Gawad (Egipto)
- Honayn's shoe, de Mohamed Ghazala (Egipto 2009)
- Humburgun, de Ahmad Salah Belal (Egipto, 2009)
- J’ai bu du café dans un café, de Saïd Bouftass (Marruecos, 2005)
- L'enfant roi, de Mohamed Houssine Grayaâ (Túnez, 2009)
- L'ami y'a bon, de Rachid Bouchareb (Francia 2004)
- Les aventures de Guéde, de Idrissa Diabaté (Costa de Marfil/Francia, 1999)
- Madagascar, carnet de voyage, de Bastien Dubois (Francia, 2010)
- Kokoa, de Moustapha Alassane (Níger/Francia, 2001)
- Sacou wala boutel, de Ibrahima Niang alias Piniang (Senegal, 2005)
- The tale of how, de Blackheart Gang (Sudáfrica, 2006)
- Trip, de Nisren Abasher/Anne-Lisa Lippolbt (Alemania/Sudán 2008)
- Varavarankely, de Sitraka Randriamahaly (Madagascar, 2010)

## Rétrospectives

### Argelia, 50 años de Historia y cine
- Abna al-rih, de Brahim Tsaki (Argelia, 1980)
- Bab El Web, de Merzak Allouache (Argelia/Francia/Alemania/Suiza, 1994)
- Les baies d'Alger, de Hassen Ferhani (Argelia/Francia 2006)
- Barakat!, de Djamila Sahraou (Argelia/Francia, 2005)
- La Chine est encore loin, de Malek Bensmaïl (Argelia/Francia, 2008)
- Dans le silence, je sens rouler la terre, de Mohamed Lakhdar Tati (Argelia/Francia, 2010)
- Omar Gatlato, de Merzak Allouache (Algérie, 1976)
- Rachida, de Yamina Bachir Chouikh (Algérie/France, 2001)
- Tahia ya Didou, de Mohamed Zinet (Algérie, 1971)
- Youcef ou la légende du septième dormant, de Mohamed Chouikh (Argelia/Francia, 1993)

### Cine y Ciudad
- A Karim na Sala, de Idrissa Ouedraogo (Burkina Faso/Francia/Suiza, 1991)
- Bab al-Hadid, de Youssef Chahine (Egipto, 1958)
- Borom Sarret, de Ousmane Sembène (Senegal/Francia, 1963)
- Bye Bye Africa, de Mahamat-Saleh Haroun (Francia/Chad, 1999)
- Come back Africa, de Lionel Rogosin (Sudáfrica/Estados Unidos, 1959)
- Contras’city, de Djibril Diop Mambéty (Senegal, 1968)
- L’Esprit de Mopti, de Moussa Ouane (Malí/Francia, 1999)
- Hospedes da Noite, de Licinio Azevedo (Mozambique/Portugal, 2007)
- Macadam Tribu, de Zeka Laplaine (República Democrática del Congo/Portugal/Francia, 1996)
- Moi, un noir, de Jean Rouch (Francia, 1958)
- Na cidade vazia, de Maria João Ganga (Angola/Portugal/Francia, 2004)
- Roma Wa La N’Touma, de Tariq Teguia (Argelia/Francia/Alemania, 2006)
- Sea Point Days, de François Verster (Sudáfrica, 2009)
- Un transport en commun, de Dyana Gaye (Senegal/Francia, 2009)
- Trésors des poubelles, de Samba Félix Ndiaye (Senegal, 1989)
- Triomf, de Michael Raeburn (Sudáfrica/Francia, 2008)
- Udju Azul di Yonta, de Flora Gomes (Guinea-Bissau/Portugal/Francia, 1992)
- La vie est belle, de Mweze Ngangura/Benoît Lamy (República Democrática del Congo/Francia/Bélgica, 1987)
- Viva Riva!, de Djo Tunda Wa Munga (República Democrática del Congo, 2010)
- www.What a wonderful world, de Faouzi Bensaïdi (Marruecos/Francia/Alemania, 2006)

### La Pequeña Cinemateca de Abderrahmane Sissako
- Todos nos llamamos Alí, de Rainer Werner Fassbinder (Alemania, 1974)
- La infancia de Iván, de Andrei Tarkovsky (Unión Soviética, 1962)
- El niño, de Charles Chaplin (Estados Unidos, 1921)
- Le llamaban Trinidad, de Enzo Barboni (Italia, 1970)
- El regreso de un aventurero, de Moustapha Alassane (Níger, 1966)

## Escenas especiales

### Carta Blanca al FICiP
- Fuego sobre el Mármara, de David Segarra Soler (Venezuela, 2011)
- Les invisibles, de Ishtar Yasin (Costa Rica/Haití, 2010)

### Homenaje a Chris Marker
- Les statues meurent aussi, de Chris Marker (Francia, 1953)

## Películas a concurso

### Sección largometrajes “El sueño africano”
- 678, de Mohamed Diab (Egipto/Ruanda, 2011, 100’)

Basada en la historia real de tres mujeres y en su empeño de defenderse contra el acoso sexual que sufren las
mujeres en Egipto. Cuando una de ellas decide defenderse y clavar un cuchillo en la ingle a los acosadores, se
convierte en una heroína anónima que revoluciona la ciudad.
- Matière Grise, de Kivu Ruhorahoza (Sudáfrica, 2011, 100’)

Esta película dentro de una película, que transcurre en Kigali, capital de Ruanda, sigue los fútiles intentos de
un cineasta en busca de financiación para su primera película, El ciclo de la cucaracha, un inquietante drama
acerca de un hermano y una hermana tras el genocidio. El gobierno rehúsa financiar la película, pero Balthazar,
el realizador, no cuenta las malas noticias al equipo y sigue adelante con los preparativos. ¿Existirá la película
solo en sus sueños?
Materia gris es uno de los primeros largometrajes de ficción de Ruanda.
- Skoonheid, de Olivier Hermanus (Sudáfrica, 2011, 99’)

François van Heerden, cuarenta años cumplidos, lleva una vida ordenada en Bloemfontein, Sudáfrica. Padre de dos hijos y marido abnegado, no sabe cómo reaccionar ante un encuentro fortuito que hace tambalear su
monótona existencia. Todo ocurre el día de la boda de su hija. No consigue apartar la mirada del hijo de uno de sus viejos amigos. La atracción no tarda en convertirse en obsesión.
- Sur la planche, de Leila Kilani (Marruecos, 2001, 110’)

“No robo, me reembolso. No trafico, comercio. No miento, ya soy lo que seré. Me he adelantado a la verdad, a mi verdad”. En Tánger, Badia lucha para salir de la conservera de gambas donde trabaja. Con sus tres compañeras de infortunio, Imane, Nawal y Asma, vive a un ritmo desenfrenado: de día trabajan y de noche se buscan chanchullos con la libertad y la energía de quien no quiere rendirse.
- El Taaib, de Merzak Allouache (Argelia, 2012, 110’)

Argelia, la región de las mesetas. Grupos islamistas irreductibles siguen sembrando el terror. Rashid, un joven yihadista, decide dejar la montaña y regresar a su pueblo. De acuerdo con la “ley de perdón y concordia nacional” debe presentarse a la policía y entregar el arma para beneficiarse de una amnistía y convertirse en “arrepentido”. Pero la ley no borra los crímenes, y para Rachid empieza entonces un viaje sin salida donde se mezclan la violencia, el secreto y la manipulación.
- Tey, de Alain Gomis (Senegal, 2011, 86’)

Hoy es el último día de la vida de Satché. Sabe que es así a pesar de ser fuerte y tener buena salud. Satché acepta la inminente llegada de la muerte. Recorre las calles de su ciudad, pasa por los lugares estratégicos que marcaron su vida: la casa de sus padres, su primer amor, los amigos de su juventud… Es una forma de que el exiliado de regreso a su país reencuentre sus orígenes.
- Virgem Margarida, de Liciano Azevedo (Mozambique, 2012, 90’)

Mozambique, 1975. El gobierno revolucionario quiere borrar todas las huellas del colonialismo, y cuanto antes, mejor. Una de ellas es la prostitución. Todas las prostitutas de las ciudades son llevadas a un campamento en un lugar aislado donde son vigiladas por mujeres soldados para su reeducación y conversión en nuevas mujeres.
Entre las quinientas prostitutas presentes en el centro se encuentra Margarida, una campesina de 14 años que había ido a la ciudad a comprar su ajuar de novia y que fue arrestada por error al no llevar documentación. Pero una revelación lo cambiará todo: Margarida es virgen. Las prostitutas la adoptan y no tardan en venerarla como a una santa.

### Sección documentales “Al otro lado del estrecho”
- «Bîr d’Eau», a Walkmovie, de Djamil Beloucif (Argelia, 2012, 77’)

“Bîr d’Eau”, a Walkmovie muestra un día en una calle de Argel donde una película se hace y se deshace bajo la mirada de una cámara. El realizador cede la palabra a los habitantes de la calle Bir d’Eau, en el barrio de Telemly.
- The education of Auma Obama, de Branwen Okpako (Kenia, 2011, 79’)

La educación de Auma Obama es un documental acerca de la vida y el entorno de la media hermana de Barack Obama, contado desde su residencia en Kenia durante la campaña electoral de 2008 en EE UU. Auma encarna a la mujer poscolonial y feminista en su país natal, Kenia. La película también muestra a una generación de africanos, comprometidos política y socialmente, cuyas aspiraciones se basan en la experiencia de sus padres y que esperan construir un futuro mejor empezando desde cero.
- Espoir-Voyage, de Michel K. Zongo (Burkina Faso, 2012, 81’)

Michel K. Zongo sale de Burkina Faso en busca de las huellas de su hermano mayor, que emigró a Costa de Marfil cuando el realizador solo tenía 5 años. Después de una ausencia de 18 años, el hermano murió en su país de adopción. El camino en busca del hermano desaparecido es largo, los testimonios más que inciertos y los recuerdos lejanos. Pero el recorrido que hizo entonces encuentra un eco en las palabras de los exiliados actuales.
- Gangster Project, de Teboho Edkins (Sudáfrica, 2011, 55’)

En Ciudad del Cabo, una de las ciudades más violentas del mundo y con mayor desigualdad social, un joven estudiante blanco de Cinematografía decide hacer una película con auténticos gánsteres. Después de buscar al personaje idóneo para la pantalla, encuentra a la banda perfecta y empieza a compartir su vida diaria. La realidad no tarda en hacerse patente: el miedo, la tristeza, el aburrimiento y el trapicheo tienen poco que ver con los coloridos personajes que esperaba encontrar. Un documental a caballo entre ficción y realidad, donde se revela la dura verdad y la ficción cesa de ser tal.
- Ici, on noie les Algériens, de Yasmina Adi (Argelia, 2011, 90’)

El 17 de octubre de 1961, miles de argelinos residentes en París y alrededores contestan a la llamada del Frente de Liberación Nacional (FLN) y se manifiestan para protestar contra el toque de queda que se les impone. Han transcurrido 50 años y la cineasta saca a la luz lo que ocurrió aquella tarde. A partir de una mezcla de testimonios e imágenes de archivo, la película recrea las etapas de los acontecimientos revelando la estrategia y los métodos intolerables ordenados por las altas esferas del Estado francés.
- Laïcité Inch’-Allah, de Nadia El Fani (Túnez, 2011, 72’)

Agosto de 2010, en pleno Ramadán bajo el régimen de Ben Ali y pese a la severidad de la censura, Nadia El Fani filma un país, Túnez, aparentemente abierto al principio de libertad de conciencia y a su relación con el islam… A los tres meses, al estallar la Revolución tunecina, Nadia está en la brecha. Mientras el mundo árabe se enfrenta a un cambio radical, Túnez, de donde partió la corriente revolucionaria, vuelve a ser el país “laboratorio” en cuanto a su visión de la religión. ¿Y si por una vez, por voluntad del pueblo, un país musulmán eligiera una constitución laica? Entonces sí podría decirse que los tunecinos de verdad hicieron “la Revolución”.
- La Vierge, les Coptes et moi, de Namir Abdel Messeeh (Egipto, 2011, 85’)

Un buen día, Namir Abdel Messeeh, un cineasta de origen egipcio, ve un vídeo de la aparición de la Virgen en Egipto. Su madre, como millones de coptos, ve a la Virgen en la pantalla a pesar de que él no ve nada. Namir decide regresar a Egipto para rodar una película acerca de las apariciones, pero se topa con un sinfín de obstáculos. El resultado es un documental de ficción lleno de humor que describe el enfrentamiento familiar, generacional, religioso y cultural en la diáspora egipcia, el séptimo arte y la creatividad sin límites de los cineastas.

### Sección cortometrajes “África en corto”
- As they say, de Hicham Ayouch (Marruecos, 2011, 14')

Un padre y un hijo pasan un fin de semana dedicado a la pesca a orillas de un lago mágico en los frondosos paisajes del rif marroquí. El hijo es un chico moderno de 25 años que espera aprovechar estos momentos de intimidad y contemplación con su padre para contarle su secreto. El padre, un exmilitar tradicionalista de 60 años, no sospecha de qué se trata. La revelación hará añicos la relación.
- Brûleurs, de Farid Bentoumi (Argelia, 2011, 15')

Amine, un joven argelino, se compra una cámara de vídeo en una tienda de Orán con la que empieza a filmar los recuerdos de su ciudad, de su casa y, por última vez, a su novia y a su madre. Sube a bordo de una patera con Malik, Lofti, Mohammed y Khalil para cruzar el Mediterráneo. Cámara en mano, Amine filma la estela del viaje.
- Demain Alger?, de Amini Sidi-Boumediène (Argelia, 2011, 20')

Tres jóvenes hablan delante de un edificio. La inminente marcha de un amigo es el tema de la conversación, que no tarda en volverse discusión.
En un piso del edificio, Fouad hace la maleta en silencio mientras su madre le observa con los ojos llenos de lágrimas. Duda en despedirse de sus amigos. Los tres siguen esperando en el aparcamiento. Fouad habla con su padre de un eventual regreso el día de “mañana” a una Argelia que posiblemente no reconozca.
- Kaa el bir, de Moez Ben Hassen (Túnez, 2011, 20')

Preso de la desesperación, Lofti piensa en suicidarse. Pero antes de hacerlo, tiene una terrible pesadilla en la que ve al ser que más quiere, su madre Khadija, sufrir las consecuencias de su tenebrosa decisión. El sufrimiento moral y el sentimiento de culpabilidad hacia su madre se hacen insoportables, hasta el punto que superan el abismo de la desesperanza, obligándole a echarse hacia atrás ante lo que cree ser su liberación.
- Mkhobii fi Kobba, de Leyla Bouzid (Túnez, 2011, 22')

En los hogares de la burguesía tunecina se hace todo lo posible para ocultar cualquier acontecimiento dramático. Así, cuando una chica regresa a casa con la cara ensangrentada después de una agresión, la madre y el hermano se afanan en ayudarla y también en hacerle sentir culpable. Su padre no sabe nada. Pero el dolor y la compasión obligarán a la madre a defender a su hija.
- Sur la route du paradis, de Uda Benyamina (Marruecos, 2012, 43')

Leila y sus dos hijos, Sarah y Bilal, dejaron su país para instalarse en Francia. Leila, que no tiene papeles e intenta reunirse con su marido, refugiado en Inglaterra, quiere dar una vida mejor a sus dos hijos y se esfuerza en criarlos en la clandestinidad. Cuando consigue localizar a su marido y tener el dinero suficiente para reunirse con él, el cerco se estrecha.
- Thato, de Teboho Edkins (Sudáfrica, 2011, 28')

El retrato de una mujer sudafricana embarazada de su segundo hijo. Durante toda la película, su rostro deja adivinar el temor de perderlo como ocurrió con el primero, muerto de sida. Desde la esperanza desesperada, a los sollozos liberadores, sus emociones se parecen al paisaje donde transcurre la película, evolucionando con las estaciones; una metáfora del destino de un continente que pasa por un cambio profundo.
- Yvette, de Marie Bassolé/Ferdinand Bassono (Burkina Faso, 2011, 21')

Yvette, o la realidad de una mujer en el pueblo de Perkouan, en Burkina Faso, a la que descubrimos a través de sus labores cotidianas, de su entorno y de sus reflexiones…
- Who killed me, a Amil Shivji (Tanzania, 2011, 15')

Quién me mató nos ofrece una visión de la vida de un emigrante congoleño de clase baja en Toronto antes, durante y después de que le disparen y le maten delante del lugar donde trabaja. Pasando por su madre y el policía que encuentra el cuerpo, descubrimos que hay vidas muy diferentes en la misma ciudad.

## Películas fuera de concurso

### Afroscope
- Amanar Tamasheq, de Lluís Escartín (España, 2010)
- Dimanche à Brazzaville, de Enric Bach / Adriá Monés (España 2011)
- Ensayo final para utopía, de Andrés Duque (España, 2012)
- L’Identité Nationale, de Valérie Osouf (Francia, 2012)
- Kinyarwanda, de Alrick Brown (EE. UU., 2010)
- Otra noche en la tierra, de David Muñoz (España, 2010)
- Los pasos dobles, de Isaki Lacuesta (España, 2011)
- Témoignages de l’autre côté,, de Estrella Sendra (España, 2012)
- Tibayou Garmi, de Octavi Royo (España, 2010)
- Vol spécial, de Fernand Melgar (Suiza, 2011)

### África en ritmo
- Africa: The beat, de Samaki Wanne (España, 2011)
- Mama África, de Mika Kaurismäki (Sudáfrica, 2011)
- El gusto, de Safinez Bousbia (Argelia, 2011)

### Panarábica
- Al-Hayat Al Yawmiyya Fi Qariya Suriyya, deOmar Amiralay (Siria, 1974)
- Recycle, de Mahmoud al Massad (Jordania/Holanda, 2007)
- Sector Zero, de Nadim Mishlawi (Emiratos Árabes Unidos/Líbano, 2011)
- Tufan Fi Balad Al-Baath, de Omar Amiralay (Siria/Francia 2003)
- Yamo, de Rami Nihawi (Líbano, 2011)

### Animáfrica
- Tengers, de Michael J. Rix (Sudáfrica, 2007)
- El viaje de Saïd, deCoke Riobóo (España, 2006)
- Give me spray, de Abd El-Gawad (Egipto)
- Honayn's shoe, de Mohamed Ghazala (Egipto 2009)
- Humburgun, de Ahmad Salah Belal (Egipto, 2009)
- J’ai bu du café dans un café, de Saïd Bouftass (Marruecos, 2005)
- L'enfant roi, de Mohamed Houssine Grayaâ (Túnez, 2009)
- L'ami y'a bon, de Rachid Bouchareb (Francia 2004)
- Les aventures de Guéde, de Idrissa Diabaté (Costa de marfil/Francia, 1999)
- Madagascar, carnet de voyage, de Bastien Dubois (Francia, 2010)
- Kokoa, de Moustapha Alassane (Níger/Francia, 2001)
- Sacou wala boutel, de Ibrahima Niang alias Piniang (Senegal, 2005)
- The tale of how, de Blackheart Gang (Sudáfrica, 2006)
- Trip, de Nisren Abasher/Anne-Lisa Lippolbt (Alemania/ Sudán 2008)
- Varavarankely, de Sitraka Randriamahaly (Madagascar, 2010)

### Retrospectivas

#### Argelia, 50 años de historia y cine
- Abna al-rih, de Brahim Tsaki (Argelia, 1980)
- Bab El Web, de Merzak Allouache (Argelia/Francia/Alemania/Suiza, 1994)
- Les baies d'Alger, de Hassen Ferhani (Argelia/Francia 2006)
- Barakat!, de Djamila Sahraou (Argelia/Francia, 2005)
- La Chine est encore loin, de Malek Bensmaïl (Argelia/Francia, 2008)
- Dans le silence, je sens rouler la terre, de Mohamed Lakhdar Tati (Argelia/Francia, 2010)
- Omar Gatlato, de Merzak Allouache (Argelia, 1976)
- Rachida, de Yamina Bachir Chouikh (Argelia/Francia, 2001)
- Tahia ya Didou, de Mohamed Zinet (Argelia, 1971)
- Youcef ou la légende du septième dormant, de Mohamed Chouikh (Argelia/Francia, 1993)

#### Cine y urbe
- A Karim Na Sala, de Idrissa Ouedraogo (Burkina Faso/Francia/Suiza, 1991)
- Bab al-Hadid, de Youssef Chahine (Egipto, 1958)
- Borom Sarret, de Ousmane Sembène (Senegal/Francia, 1963)
- Bye Bye Africa, de Mahamat-Saleh Haroun (Fracia/Chad, 1999)
- Come back Africa, de Lionel Rogosin (Sudáfrica/Estados Unidos, 1959)
- Contras’city, de Djibril Diop Mambéty (Senegal, 1968)
- L’Esprit de Mopti, de Moussa Ouane (Mali/Francia, 1999)
- Hospedes da Noite, de Licinio Azevedo (Mozambique/Portugal, 2007)
- Macadam Tribu, de Zeka Laplaine (República Democrática del Congo/Portugal/Francia, 1996)
- Moi, un noir, de Jean Rouch (Francia, 1958)
- Na cidade vazia, de Maria João Ganga (Angola/Portugal/Francia, 2004)
- Roma Wa La N’Touma, de Tariq Teguia (Argelia/Francia/Alemania, 2006)
- Sea Point Days, de François Verster (Sudáfrica, 2009)
- Un transport en commun, de Dyana Gaye (Senegal/Francia, 2009)
- Trésors des poubelles, de Samba Félix Ndiaye (Senegal, 1989)
- Triomf, de Michael Raeburn (Sudáfrica/Francia, 2008)
- Udju Azul di Yonta, de Flora Gomes (Guinea-Bissau/Portugal/Francia, 1992)
- La vie est belle, de Mweze Ngangura/Benoît Lamy (República Democrática del Congo/Francia/Bélgica, 1987)
- Viva Riva!, de Djo Tunda Wa Munga (República Democrática del Congo, 2010)
- www.What a wonderful world, de Faouzi Bensaïdi (Marruecos/Francia/Alemania, 2006)

#### La pequeña filmoteca de Abderrahamane Sissako
- Todos nos llamamos Alí, de Rainer Werner Fassbinder (República Federal de Alemania, 1974)
- La infancia de Iván, de Andrei Tarkovsky (Unión Soviética, 1962)
- The kid, de Charles Chaplin (EE. UU., 1921)
- Le llamaban Trinidad, de Enzo Barboni (Italia, 1970)
- Le Retour d'un aventurier, de Moustapha Alassane (Níger, 1966)

### Sesiones especiales

#### Carta Blanca FICIP
- Fuego sobre el Mármara, de David Segarra Soler (Venezuela, 2011)
- Les invisibles, de Ishtar Yasin (Costa Rica/Haití, 2010)

#### Homenaje a Chris Marker
- Les statues meurent aussi, de Chris Marker (Francia, 1953)

### Jurados

#### El sueño africano
- Sylvia Perel
- Tanya Valette
- Caroline Kamya

#### Al otro lado del Estrecho
- Andrés Duque
- Ishtar Yasin Gutiérrez
- Samir Ardjoum

#### Jurados especiales
- Jurado ASECAN
  - Guillermo Rojas Rivadulla
  - Manuel Ángel Jiménez Arévalo
  - Michèle Solle
- Jurado SIGNIS
  - Guido Convents
- Jurado Córdoba Ciudad Solidaria
  - Consuelo Serrano (Cruz Roja)
  - Jesús García (Asociación Andaluza por la Solidaridad y la Paz)
  - José Santofimia (KASUMAY)
  - Pablo Blanco (Grupo JAIMA)
  - Iván Barrón (ELMAT)
- Jurado Joven

## Premios
- Premio del Público
- Premio SIGNIS (Asociación católica mundial para la Comunicación). Premio al mejor largometraje de ficción.
- Honorífico
- Premio honorífico ASFAAN (Asociación de Festivales Audiovisuales de Andalucía) a la carrera cinematográfica de un realizador Africano.
- Premio critique honorifique ASEAN (Asociación de Escenaristas de Andalucía) al mejor largometraje de ficción.
- Premio Córdoba Villa Solidaria
- Premio Jurado Joven al mejor cortometraje a Kaa El Bir, de Moez Ben Hassen
- Premio del público a 678 de Mohamed Diab
- Premio SIGNIS (Asociación Católica Mundial para la Comunicación) a Matière grisse de Kivu Ruhorahoza. Mención especial a Sur la planche de Leila Kilani.
- Premio ASFAAN (Asociación de Festivales Audiovisuales de Andalucía) honorífico a la carrera cinematográfica de un director africano a Merzak Allouache.
- Premio Honorífico de la crítica-ASECAN (Asociación de Escritores Cinematográficos de Andalucía) al mejor largometraje de ficción a Skoonheid de Olivier Hermanus.
- Premio Córdoba Ciudad Solidaria a Vol spécial de Fernand Melgar. Mención especial a  Hospedes da noite de Licinio Azevedo.
- Griot al mejor largometraje de ficción
- Griot a la mejor realización de ficción
- Griot a la mejor interpretación
- Griot a la mejor interpretación masculina
- Griot al mejor largometraje documentario
- Griot al mejor cortometraje
- Griot al mejor largometraje de ficción a Tey, de Alain Gomis
- Griot a la mejor dirección a Matière Grise, de Kivu Ruhorahoza
- Griot a la mejor interpretación femenina a Soufia Issami por Sur la Planche
- Griot a la mejor interpretación masculina a Saul Williams por Tey
- Griot al mejor documental a Ganster Project de Teboho Edkins. Mención especial aBîr d’eau, a walkmovie de Djamil Beloucif.
- Griot al mejor cortometraje a Sur la route du paradis de Uda Benyamina. Mención especial a Brûleurs, de Farid Bentoumi.

## Jurado

### Le Rêve Africain
- Sylvia Perel
- Tanya Valette
- Caroline Kamya

### De la otra Costa de Détroit
- Andrés Duque
- Ishtar Yasin Gutiérrez
- Samir Ardjoum

### Jurados especiales
- Jury ASECAN (Asociación de Escenaristas de Andalucía)
  - Guillermo Rojas Rivadulla
  - Manuel Ángel Jiménez Arévalo
  - Michèle Solle

- Jury SIGNIS (Asociación católica mundial para la Comunicación)
  - Guido Convents

- Jury Cordoue Ville Solidaire
  - Consuelo Serrano (Cruz Roja)
  - Jesús García (Asociación Andaluza por la Solidaridad y la Paz)
  - José Santofimia (KASUMAY)
  - Pablo Blanco (Grupo JAIMA)
  - Iván Barrón (ELMAT)

- Jeune Jury